# Faisceau de licteur
Pour les articles homonymes, voir Faisceau.
Les faisceaux des licteurs (en latin : fasces lictoriae) sont les objets, de nature symbolique, portés par les licteurs devant certains magistrats romains, regroupant deux instruments de punition : des verges et une hache. Il s'agirait d'un des nombreux apports des Étrusques aux Romains.
À partir de la Révolution française, le faisceau du licteur est utilisé comme symbole politique. Il évoque la justice, la revendication d'une autorité légitime, la force collective, la République et parfois la révolution.

## Apparition et évolution du faisceau antique romain

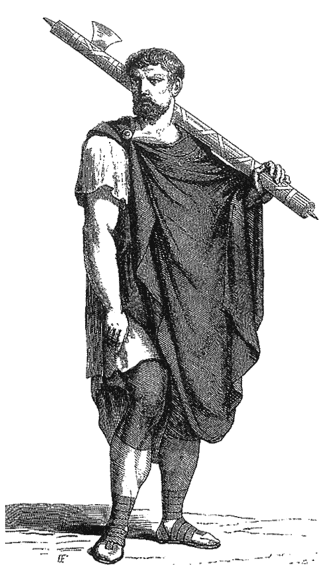
Licteur portant un faisceau (représentation du XIXe siècle).

Les faisceaux des licteurs remontent au début de la République romaine, où ils étaient un symbole de l’imperium, qui est le pouvoir de contraindre et de punir (par les verges pour la flagellation, par la hache pour la peine de mort).
Les faisceaux antiques romains se composaient de verges — des baguettes de bouleau ou d’orme — assemblées et liées sur toute leur longueur avec des courroies en forme de fascine. Ces verges étaient distribuées aux soldats pour frapper un condamné qui circulait entre leurs rangs. Sous les rois et dans les premières années de la République, on plaçait aussi au milieu des verges une hache (securis), symbolisant la peine capitale ; mais, après le consulat de Publicola, aucun magistrat, excepté le dictateur n'eut le droit d'avoir les faisceaux avec une hache dans la ville de Rome, à l’intérieur du pomerium, d’où la peine de mort était exclue. Ils ne furent plus donnés qu'aux consuls à la tête de leurs armées et aux questeurs dans leurs provinces.
Strabon indique Tarquinia comme l'origine des faisceaux et des ornements consulaires. Selon Silius Italicus, l'usage viendrait de la cité de Vetulonia,.

## Reprise comme emblème politique moderne
Le faisceau de licteur, d'origine romaine, a été repris comme emblème à certaines époques par divers mouvements ou régimes politiques dans différents pays.
- La Révolution française a utilisé des références à la République romaine antique dans son imagerie. Elle a réinterprété le symbole du faisceau de licteur : il représente désormais l'union et la force des citoyens français réunis pour défendre la Liberté. L'Assemblée constituante impose en 1790 ces « antiques faisceaux » comme nouvel emblème de la France et de la République.

Durant la Première République, surmonté du bonnet phrygien rouge, il est un hommage à la République romaine et signifie que le pouvoir appartient au peuple, et il symbolise l’union des 83 départements français. En 1848, puis après 1870, il figure sur le sceau de la République française, tenu par une figure allégorique de la Liberté. Assez souvent, la hache disparaît, remplacée par une pique.
Un faisceau de licteur apparaît (de manière officieuse) dans les armoiries de la République française. Le président Valéry Giscard d'Estaing en a en outre placé un sur son drapeau présidentiel. En 2015, un logo représentant un faisceau stylisé est utilisé pour la communication sur internet de la présidence de la République française. Il figure également depuis 1870 sur les insignes des députés et sénateurs dits baromètres, que ceux-ci placent ostensiblement sur leurs véhicules.
- La symbolique officielle américaine utilise abondamment le faisceau, par exemple sur les sceaux du Sénat et du bureau de la Garde nationale, ou sur la statue d'Abraham Lincoln au Lincoln Memorial à Washington.
- L'écu du canton suisse de Saint-Gall représente lui aussi ce faisceau, sous une forme héraldique plus conventionnelle, et de façon officielle, au contraire de la France.
- Différents mouvements politiques italiens de la fin du XIXe siècle y ont fait référence, dont le mouvement démocratique et socialiste des faisceaux siciliens.
- Le terme fascisme en tire son nom et certains mouvements fascistes ont pu parfois en reprendre le symbole[6].
- En Espagne, l'emblème de la Garde civile est constitué d'un faisceau et d'une épée entrecroisés.

Blason du cardinal Jules Mazarin (1602-1661).
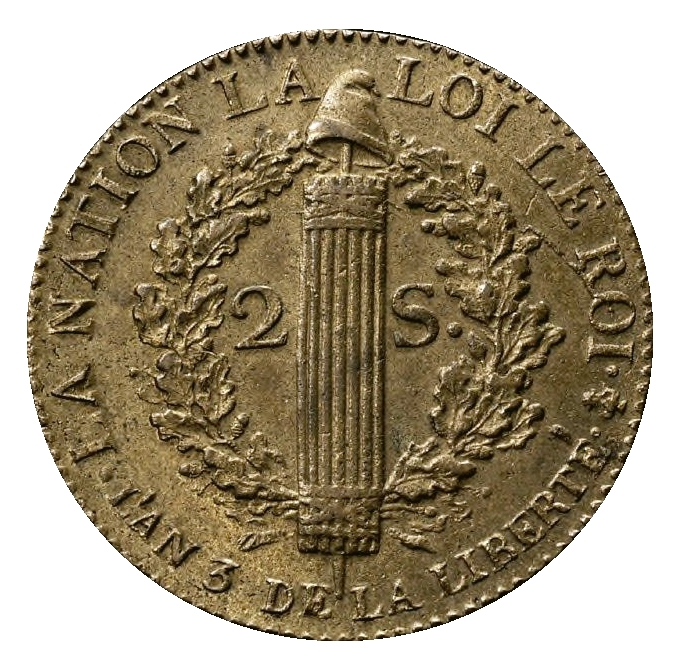
Monnaie de 2 sols, 1791, Louis XVI, monarque constitutionnel.
Emblème non officiel de la République française.
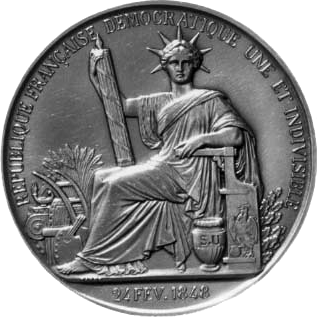
Sceau officiel de la République française.
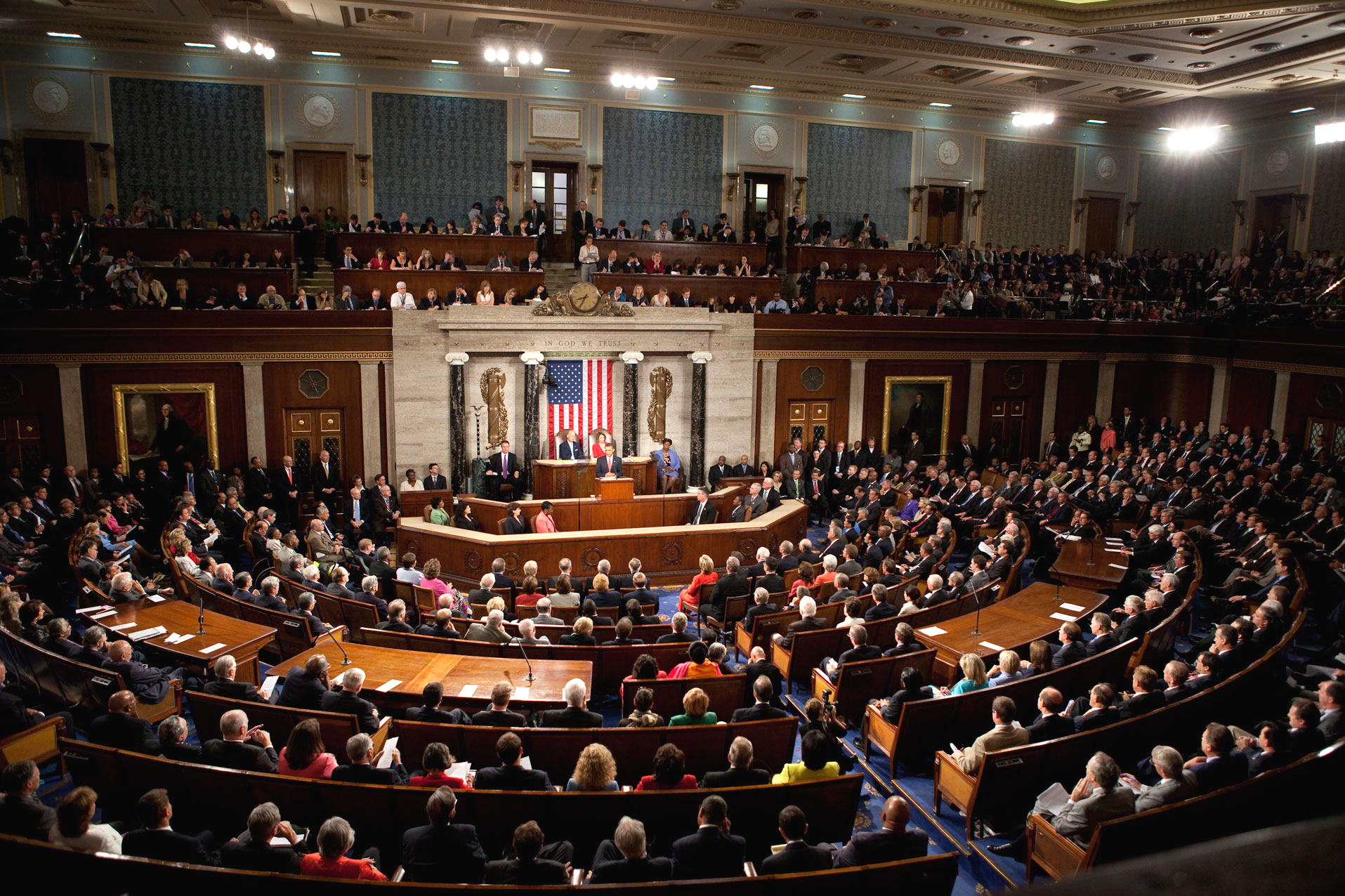
Estrade de la Chambre des représentants des États-Unis.
Blason du canton de Saint-Gall en Suisse.
Le blason du Parti national fasciste (PNF) de l'Italie.
Le drapeau du PNF de l'Italie.
Logo de la Guardia Civil.